# 绢毛锦鸡儿
绢毛锦鸡儿（学名：Caragana hololeuca）为豆科锦鸡儿属下的一个种。

## 扩展阅读
- 維基物種上的相關：绢毛锦鸡儿